# Otis Spann
Otis Spann (* 21. März 1930 in Jackson, Mississippi; † 24. April 1970 in Chicago, Illinois) war ein US-amerikanischer Blues-Pianist und -Sänger.

## Leben
Spanns leiblicher Vater war ein lokal bekannter Pianist namens Friday Ford, seine Mutter hieß Josephine Erby, spielte Gitarre und sang. Sie hatte unter anderem mit Memphis Minnie und Bessie Smith zusammen gespielt. Spann brachte sich das Pianospielen selbst bei. Noch nicht zehn Jahre alt spielte er in der Kirche seines Stiefvaters das Piano oder die Orgel. Mit seinem Cousin, dem Pianisten Johnnie Jones (1924–1964), der später Aufnahmen  mit Elmore James machte, spielte er während der Teenagerzeit in Bars und auf Festen. Zwischen 1947 und 1951 diente Spann bei der US Army in Japan und Deutschland. Danach hielt er lange die Position des Pianisten in der Band von Muddy Waters inne, eigentlich hatte er die Band nie ganz verlassen, auch als er seine eigene Combo gründete. Ein Grund für dieses zweigleisige Fahren – Solokarriere und festes Bandmitglied – nannte Spann dem Journalisten Peter Guralnick an der Hand von Little Walter: „Als ich mit ihm bei der Muddy Waters Band spielte, nahm Little Walter den Titel Juke auf. Kaum hörte er, dass sein Lied im Radio gespielt wurde, stieg er bei Muddy aus, um sein eigenes Ding zu machen, aber niemand kann wirklich sagen, wie weit und lange so ein Hit einen trägt – es kann schon an der nächsten Straßenecke vorbei sein!“
Schon früh in den 1950er Jahren etablierte er sich als Haupt-Studiopianist von Chess Records in Chicago; dort begleitete er u. a. Howlin’ Wolf, Bo Diddley, Chuck Berry. 1958 spielten Spann und Muddy Waters mit der Gruppe des britischen Posaunisten Chris Barber auf einer England-Tournee zusammen. 1960 nahm Spann für das CANDID-Label eine Langspielplatte mit Robert Junior Lockwood auf, die bei Kritikern hochgelobt wurde und als eine seiner besten gilt. Während der American-Folk-Blues-Festival-Tournee nahm er im Oktober 1963 eine Soloplatte für das Storyville-Label in Kopenhagen auf – nur Gesang und Piano; am gleichen Tag begleitete er noch Lonnie Johnson, der für das gleiche Label eine LP einspielte. 1965/66 spielte er Aufnahmen unter eigenem Namen für das Testament-Label  ein (solo oder mit dem Drummer Robert Whitehead), 1966 begleitete er Johnny Shines, Eddie Taylor und Floyd Jones auf dem gleichen Label bei deren Veröffentlichungen. 1965 spielte die damalige Besetzung der Muddy Waters Band ein Album für Prestige Records ein; Muddy Waters selbst trat bei diesen Aufnahmen wegen eines Exklusivvertrags mit Chess als Dirty Rivers auf. Obwohl die Platte unter Spanns Name herausgebracht wurde, war James Cotton gleichberechtigter Frontmann.
Die gesamten 1960er Jahre waren sehr produktive Jahre für den Studiopianisten Spann: Neben seiner Tätigkeit für Chess nahm er unter eigenem Namen für das Vanguard-Label mit kompletter Band oder nur dem Drummer S.P. Leary auf, spielte als Mitglied der Band Muddy Waters LPs mit John Lee Hooker für Bluesway und Big Mama Thornton für Arhoolie ein. Auf dem letzteren Label spielte er 1968 Piano auf einer Langspielplatte des Gitarristen und Mandolinisten Johnny Young.
In den späten 1960er Jahren spielte er auf Alben von Buddy Guy, Peter Green und Fleetwood Mac. Seit seiner Trennung von Muddy unterstützte er seine Ehefrau Lucille Spann (geboren 1938) bei ihrer Gesangskarriere. Seine letzten musikalischen Akzente setzte er auf Southside Blues Jam (Delmark Records) des Sängers und Bluesharpspielers Junior Wells. Drei Monate später verstarb Spann, der nur wenige Meter von seinem alten Bandleader entfernt wohnte, an Krebs; die Musikzeitschrift Rolling Stone widmete ihm einen längeren Artikel.

## Diskographie (Auswahl)

### Alben
- 1960 – Otis Spann Is the Blues, Candid
- 1963 – Piano Blues, Storyville
- 1963 – Portrait in Blues, Storyville
- 1964 – The Blues of Otis Spann, Decca
- 1965 – Otis Spann’s Chicago Blues, Testament Records
- 1965 – The Blues Never Die! Prestige, Original Blues Classics
- 1966 – The Blues Is Where It’s At, BluesWay, BGO Records
- 1967 – Nobody Knows My Troubles, Bounty, Polydor
- 1967 – Raw Blues (mit John Mayall, Eric Clapton u. a.), Decca, London
- 1968 – The Bottom of the Blues, BluesWay, BGO Records
- 1969 – The Biggest Thing Since Colossus (mit Fleetwood Mac), Blue Horizon, Columbia/Sony Music
- 1969 – Cracked Spanner Head, Decca
- 1969 – Blues Jam at Chess (mit Fleetwood Mac u. a.), Blue Horizon, Sony Music Rewind
- 1969 – Fathers and Sons, Chess
- 1970 – Cryin’ Time, Vanguard
- 1970 – Otis Spann, Everest
- 1970 – Sweet Giant of the Blues, Blues Time
- 1970 – The Everlasting Blues, Spivey
- 1972 – Walking the Blues, Candid
- 1973 – Heart Loaded with Trouble, BluesWay
- 1974 – Blues Rocks, Blues Time
- 1974 – Cry Before I Go, BluesWay
- 1983 – Nobody Knows Chicago Like I Do, Charly Records
- 1984 – Rarest, JSP
- 1990 – This Is the Blues, Roots
- 1997 – Live the Life, Testament
- 1999 – Best of Vanguard Years, Vanguard
- 2000 – Last Call – Live at the Boston Tea Party April 2nd, 1970, Universe
- 2003 – I Wanna Go Home, HighTone Records – Reissue von Otis Spann’s Chicago Blues
- 2005 – The Blues of Otis Spann / Cracked Spanner Head (2 Originals), Beat Goes On (BGO Records)
- 2006 – Complete Blue Horizon Sessions, Blue Horizon, Columbia
- 2006 – Otis Spann – From the Archives (Digitally Remastered), Essential Media Group

### DVDs
- 2002 Various Artists – Colin James presents The Blues Masters
- 2009 U.S. Blues Tour ’63

## Leistungen
Es gibt einige Filmaufnahmen von Otis Spann, auch auf DVD, darunter seinen Auftritt beim Newport Folk Festival 1960. Als Sänger ist er zu hören auf den Alben American Folk Blues Festival (1963) und The Blues Masters (1966).
1980 wurde Otis Spann in die Blues Hall of Fame aufgenommen.